# Cowan (Tennessee)
Cowan é uma cidade localizada no estado norte-americano de Tennessee, no Condado de Franklin.

## Demografia
Segundo o censo norte-americano de 2000, a sua população era de 1770 habitantes.
Em 2006, foi estimada uma população de 1760, um decréscimo de 10 (-0.6%).

## Geografia
De acordo com o United States Census Bureau tem uma área de
5,1 km², dos quais 5,1 km² cobertos por terra e 0,0 km² cobertos por água.

## Localidades na vizinhança
O diagrama seguinte representa as localidades num raio de 20 km ao redor de Cowan.